# 骆驼城镇
骆驼城镇，是中华人民共和国甘肃省张掖市高台县下辖的一个乡镇级行政单位。区域面积276.4平方千米。2013年，甘肃省民政厅批复同意撤销骆驼城乡，设立骆驼城镇。
骆驼城遗址，位于骆驼城镇西滩村，是典型的汉唐边郡城池。1996年11月20日公布为第四批全国重点文物保护单位，类型为古遗址。

## 行政区划
骆驼城镇下辖以下地区：
碱泉子村、梧桐村、新联村、红星村、团结村、建康村、永胜村、前进村、果树村、新民村、新建村、骆驼城村和西滩村。